# An Jung-geun
Đây là một tên người Triều Tiên, họ là Ahn (Korean name).
Ahn Jung-geun (Hangul: 안중근, Hanja: 安重根, Hán-Việt: An Trọng Căn, sinh ngày 2 tháng 9 năm 1879 – mất ngày 26 tháng 3 năm 1910) là chí sĩ yêu nước, nhà cách mạng người Triều Tiên nổi tiếng vì đã ám sát Itō Hirobumi - thủ tướng đầu tiên của Đế quốc Nhật Bản - người chủ mưu trong kế hoạch sáp nhập Đế quốc Đại Hàn vào lãnh thổ Nhật Bản.

## Sự nghiệp cách mạng
Ahn sinh ngày 2 tháng 9 năm 1879 ở Haeju, tỉnh Hwanghae (nay thuộc Cộng hòa Dân chủ Nhân dân Triều Tiên). Ông làm giáo viên trước khi trở thành một nhà cách mạng đấu tranh chống phát xít Nhật vì nền độc lập của bán đảo Triều Tiên. Do phong trào đấu tranh mà ông tham gia bị đàn áp, Ahn phải lưu vong ở Trung Quốc một thời gian và được một tu sĩ công giáo che giấu. Tháng 1 năm 1897, Ahn chính thức trở thành tín đồ công giáo.
Cho rằng Itō Hirobumi là người chịu trách nhiệm chính về những tội ác mà quân xâm lược Nhật Bản gây ra cho dân tộc Triều Tiên và cũng là người chủ mưu trong kế hoạch sáp nhập bán đảo Triều Tiên vào Đế quốc Nhật Bản, Ahn quyết định ám sát Itō. Ngày 26 tháng 10 năm 1909, khi Itō vừa xuống nhà ga Cáp Nhĩ Tân ở Mãn Châu Quốc (khu vực khi đó thuộc sự quản lý của Đế quốc Nga) để tham gia một cuộc đàm phán với các đại diện của Nga, Ahn đã bắn 6 phát súng vào Itō trong đó có 3 phát trúng ngực rồi hô to các khẩu hiệu kêu gọi độc lập cho Triều Tiên. Ahn lập tức bị cảnh sát Nga bắt, còn Itō chết ngay sau đó.
Sau khi bị người Nga giam 2 ngày, Ahn bị nước này giao cho nhà cầm quyền Nhật Bản. Khi được tin Itō chết, Ahn mãn nguyện làm dấu thánh giá. Ông nói: 
"Tôi nguyện dấn thân vào tội ác ghê gớm, dâng mạng sống của mình cho Tổ quốc của tôi. Đó là điều mà một người yêu nước đáng làm".
Ngay cả những người Nhật bắt giữ Ahn cũng có thiện cảm nhất định với ông. Takao Mizubuchi, công tố viên xét xử Ahn, nói: 
"Qua lời anh, ta thấy rõ anh là một nghĩa sĩ Á Đông. Ta không tin là một nghĩa sĩ lại bị tử hình. Không cần lo".
Ahn thậm chí còn được hưởng một lễ đón năm mới với rất nhiều người đến xin chữ của ông. Mặc dù tin chắc mình sẽ bị tuyên án tử hình, song, ông vẫn hy vọng với danh nghĩa là một tù binh chiến tranh. Tuy thế, qua sáu lần xét xử, nhà cầm quyền Nhật Bản vẫn quyết định tử hình Ahn với tội danh khủng bố.

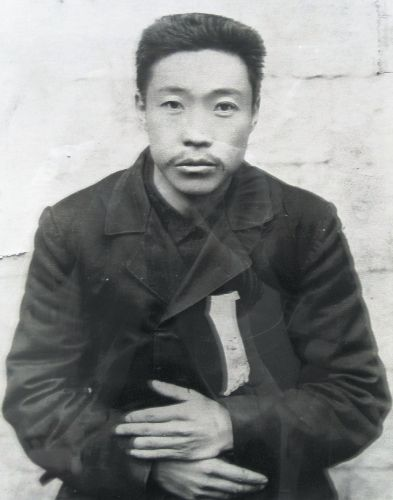
Ahn năm 1910

Trước khi bị hành hình, Ahn yêu cầu 2 việc: một là cho phép ông hoàn thành "Đông dương bình hòa luận" - tác phẩm về hòa bình cho khu vực Đông Á, hai là xin một bộ trang phục truyền thống Triều Tiên bằng lụa để mặc trước khi chết. Dù ông hy vọng sẽ được xử bắn giống như một tù binh chiến tranh, song nhà cầm quyền Nhật đã áp dụng hình thức treo cổ đối với ông giống như đối với các tội danh chống Nhật khác. Ahn hy sinh ngày 26 tháng 3 năm 1910. Ông viết một bài Hán Thi trước khi bị hành hình:
丈夫處世兮，其志大矣。
時造英雄兮，英雄造時。
雄視天下兮，何日成業。
東風漸寒兮，壯士義烈。
憤慨一去兮，必成目的。
鼠竊伊藤兮，豈肯比命。
豈度至此兮，事勢固然。
同胞同胞兮，速成大業。
萬歲萬歲兮，大韓獨立。
萬歲萬歲兮，大韓同胞。

## Sự nghiệp thư pháp

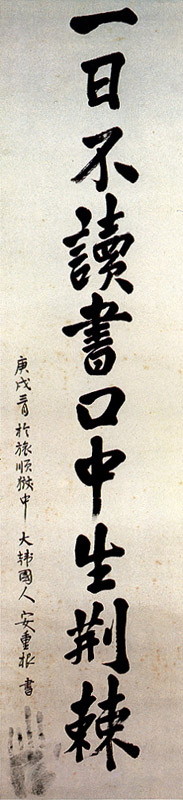
Thư pháp của Ahn Jung-geun

Mặc dù không chính thức nghiên cứu thư pháp, song Ahn có những tác phẩm thư pháp khá nổi tiếng. Những người cai ngục Nhật như Chiba Toshichi đã rất ngưỡng mộ và thậm chí còn xin chữ của Ahn. Năm 1972, chính phủ Hàn Quốc ra quyết định bảo tồn nhiều tác phẩm thư pháp của Ahn như những di sản cấp quốc gia. Tác phẩm thư pháp nổi tiếng nhất của ông có lẽ là các chữ "一日不讀書口中生荊棘" (phát âm theo tiếng Hàn: il il bu dok seo gu jung saeng hyeong geuk, phiên âm Hán-Việt: nhất nhật bất độc thư khẩu trung sinh kinh cức - nghĩa là: Một ngày không đọc sách, trong miệng sẽ mọc gai).

## Tư tưởng
Ahn có tư tưởng về một liên minh Đông Á thống nhất bao gồm Nhật Bản, Trung Quốc, Triều Tiên đại đồng, dùng một đồng tiền chung, cùng chung một quân đội chống lại bọn "Quỷ da trắng" - tức ám chỉ các đế quốc thực dân châu Âu. Ý tưởng của ông gần giống với mô hình của Liên minh châu Âu (EU) ngày nay. Trong tác phẩm "東洋平和論" (Đông dương bình hòa luận - luận về hòa bình cho Á Đông) mà Ahn viết trước khi bị hành hình, ông kêu gọi Nhật Bản, Triều Tiên và Trung Quốc hãy đoàn kết để chống lại thực dân châu Âu. Ahn ủng hộ sự tiến bộ của Nhật Bản trong công cuộc phát triển kinh kế và thắng lợi trong chiến tranh Nga-Nhật, nhưng ông cũng tỏ ra thất vọng vì chiến tranh đã kết thúc khi mà Đế quốc Nga chưa đánh đã hàng. Có ý kiến khác cho rằng Ahn hâm mộ Thiên hoàng Minh Trị và phê phán Itō Hirobumi là kẻ phá hoại sự nghiệp của nhà vua, đó có thể là một trong những lý do mà Ahn quyết định ám sát Itō.